# Martin Pelser
Pour les articles homonymes, voir Pelser.
Pas d'image ? Cliquez ici

a Compétitions nationales et continentales officielles uniquement.

b Matchs officiels uniquement.
Hendrik Jacobus Martin Pelser, né le 23 mars 1934 à Johannesbourg et mort le 15 août 2018 dans la même ville, est un joueur de rugby international sud-africain. Il évolue au poste de troisième ligne aile.

## Carrière
Martin Pelser dispute son premier test match le 26 juillet 1958 contre les Français dans une série historique pour les Bleus. 
Il est ensuite choisi pour disputer une série de quatre matchs contre les All Blacks qui est remportée par les Springboks avec deux victoires, un match nul et une défaite. 
En 1960-1961 il est sélectionné à trois reprises avec les Springboks, qui font une tournée en Europe. Il l'emporte sur le pays de Galles 3-0. Il participe ensuite à la victoire contre l'Irlande 8-3.
Le 18 février 1961, les Sud-Africains concèdent le match nul à Paris 0-0.
Martin Pelser participe ensuite à trois victoires sur les Irlandais et Australiens en 1961 achevant par cette série sa carrière internationale.
Il effectue une partie de sa carrière au sein de la province du Transvaal.

## Palmarès
- 11 sélections
- 2 essais, 6 points
- Sélections par saison : 1 en 1958, 6 en 1960, 4 en 1961.